# Setauket (Volk)

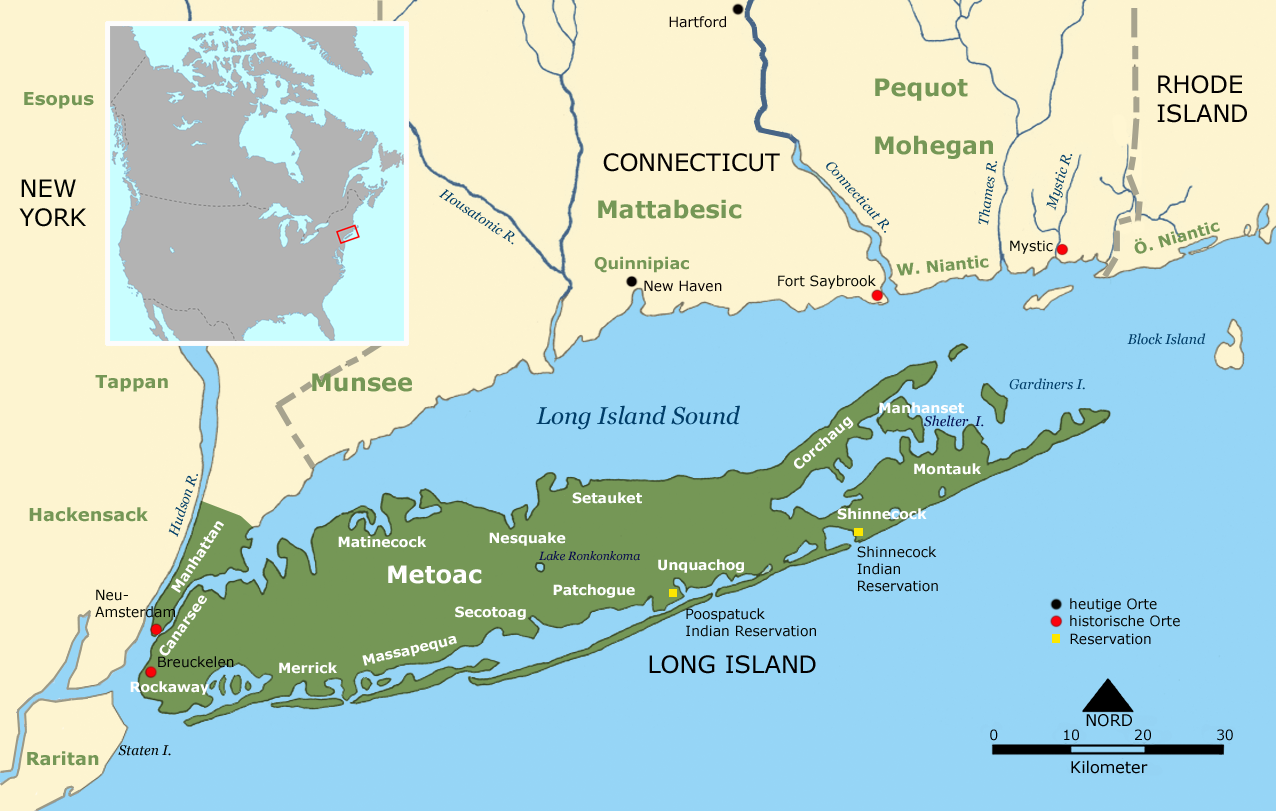
Wohngebiet der Setauket und benachbarter Stämme um 1600

Die Setauket waren einer von 14 Algonkin sprechenden Indianerstämmen auf Long Island im US-Bundesstaat New York und lebten zu Beginn des 17. Jahrhunderts an der Nordküste der Insel, etwa dort, wo heute die Stadt Brookhaven im Suffolk County liegt. Sie sprachen vermutlich Quiripi-Unquachog, einen Algonkin-Dialekt, der von den Stämmen im zentralen Long Island und westlichen Connecticut gesprochen wurde. Die Identität der Setauket gilt heute als erloschen, da die letzten Überlebenden im 18. Jahrhundert zu benachbarten Stämmen gingen und sich mit ihnen vermischten.
Die Nordküste Long Islands war der Fundort für den besten Wampum im gesamten amerikanischen Nordosten. In jedem Sommer sammelten die Setauket unzählige Muschelschalen am Ufer des Long-Island-Sunds, die man im Winter sorgfältig zu kleinen Perlen verarbeitete. Diese wurden zu langen Ketten aufgereiht und Wampompeag genannt, ein Begriff, den die Engländer später zu dem bekannten Wort Wampum verkürzten.  Die Stränge aus Muschelperlen entwickelten sich schließlich zum Zahlungsmittel beim Handel zwischen Indianern und Europäern, doch sie wurden von den Ureinwohnern auch als persönlicher Schmuck geschätzt. Mit Mustern aus den verschiedenfarbigen Perlen konnten Informationen dargestellt werden, so dass Wampum an wichtige Ereignisse erinnerte und Abkommen oder Verträge gewissermaßen besiegelte.
Es gab zwei Arten von Wampumperlen, nämlich weiße und dunkle, die von Dunkelrot bis Schwarz variieren konnten, wobei der Wert des dunklen Wampum allgemein etwa das Doppelte des hellen betrug. Die Muscheln, aus denen Wampum hergestellt wurde, fand man auf beiden Seiten des Long-Island-Sunds, so dass die Long-Island-Indianer niemals das Monopol der Wampumherstellung besaßen. Andere Stämme, wie die Delaware, Mattabesic, Niantic, Pequot und Narraganset, waren ebenfalls an der Herstellung beteiligt, doch der an der Nordküste Long Islands gefertigte galt als der beste und wertvollste Wampum. Zusammengebunden und in Faden gemessen wurde Wampum auch beim Handel zwischen Indianern und Weißen zeitweilig als offizielles Zahlungsmittel anerkannt und hatte damit eine erhebliche Wertsteigerung zur Folge.
Unter den Stämmen im südlichen Neuengland und Long Islands war es üblich, dass die schwächeren an die stärkeren Gruppen Tributzahlungen in Form von Wampum leisteten. Generell waren die Stämme des Festlandes mächtiger und die Setauket versuchten oft, doch stets erfolglos, die Tributzahlungen zu verweigern. So überquerten jährlich ganze Kanuladungen an Wampum den Long-Island-Sund nach Norden. Als die holländischen und englischen Siedler nach ihrer Ankunft das indianische Land aufkauften, meinten die Indianer vielfach, dies sei eine andere Form von Tributzahlung und konnten nicht glauben, dass sie tatsächlich alle Rechte an ihrem Land verloren hatten.